# Brandenburg
Brandenburg là một bang trong miền đông-bắc của nước Cộng hòa Liên bang Đức. Thủ phủ tiểu bang là Potsdam. Brandenburg có biên giới với các tỉnh Zachodniopomorskie và Lubuskie của Ba Lan về phía đông, Sachsen về phía nam, Sachsen-Anhalt về phía tây, Niedersachsen ở cực tây trên một đoạn ngắn của sông Elbe, Mecklenburg-Vorpommern về phía bắc va bao bọc hoàn toàn Berlin nằm chính giữa tiểu bang.
Có nguồn gốc từ thời trung cổ, công quốc Brandenburg là hạt nhân của Vương quốc Phổ, sau này trở thành nhà nước tự do Phổ và sau này trở thành một phần của tỉnh bang Brandenburg, Brandenburg là một trong những bang được tái tạo sau khi thống nhất Cộng hòa Dân chủ Đức (Đông Đức) và Tây Đức.

## Lịch sử
Vào thời trung cổ, Brandenburg là một trong bảy bang của đế quốc La Mã thần thánh, và sau này cùng với Phổ lập nên trung tâm ban đầu của đế quốc Đức. Được điều hành bởi vương triều Hohenzollern từ năm 1415, Brandenburg bao gồm Berlin, thủ đô của nước Đức sau này. Năm 1618, công quốc Brandenburg và công quốc Phổ hợp nhất lại và lập nên công quốc Brandenburg-Phổ, được điều hành bởi nhà Hohenzollern. Năm 1701 nhà nước này đổi tên thành vương quốc Phổ.